# Bé normal
En economia, un  bé normal  és aquell que, en augmentar la renda del consumidor, farà augmentar el consum del bé.

## Definició
En microeconomia, en estudiar els factors que determinen la demanda d'un bé s'enumeren els següents elements d'influència: el preu del propi bé, l'ingrés del subjecte que demanda, el preu dels altres béns i els gustos o preferències dels ciutadans.
En aprofundir en la influència de l'ingrés d'un subjecte sobre la demanda d'un bé s'observa que la reacció de la demanda d'un individu, pels canvis que es produeixin en el seu ingrés, pot ser de diferent manera. Així es distingeixen diferents categories de béns, segons quina sigui aquesta reacció.
Els béns anomenats normals són aquells que davant un augment de l'ingrés del consumidor, la demanda d'aquest individu cap a aquest bé també augmenta. Al contrari quan l'ingrés de l'individu descendeix, també baixa el consum d'aquest bé, és a dir el consum d'aquest bé varia en el mateix sentit que l'ingrés de l'individu.

## Béns de primera necessitat i béns de luxe
Dins dels béns normals, la teoria econòmica sol distingir entre béns de luxe i béns de primera necessitat.
Els béns de luxe són aquells en què el consum augmenta més ràpid que la renda. Per contra, per als béns de primera necessitat, quan augmenta la renda augmenta el seu consum, però aquest creixement és més lent que el de la pròpia renda.
No tots els béns són "normals". També existeixen els béns anomenats inferiors, en què una pujada de la renda d'un subjecte provoca una disminució en la demanda d'aquest bé.

## Corba d'Engel
La corba d'Engel mostra la variació de la demanda davant les variacions de la renda. Permet observar el diferent comportament dels béns en els diferents trams de renda. Mentre que en els trams en què la corba és creixent el bé es comporta com un bé normal, en els trams en què és decreixent el bé es comporta com un bé inferior.

## Elasticitat
L'elasticitat de la demanda renda és el grau en què la quantitat demandada (Q) respon a les variacions de la renda (R).
- Una elasticitat demanda renda inferior a zero significa que el bé és inferior.
- Una elasticitat demanda renda entre zero i un vol dir que el bé és normal de primera necessitat.
- Una elasticitat demanda renda superior au significa que el bé és normal de luxe.